# Aegidius Albertinus

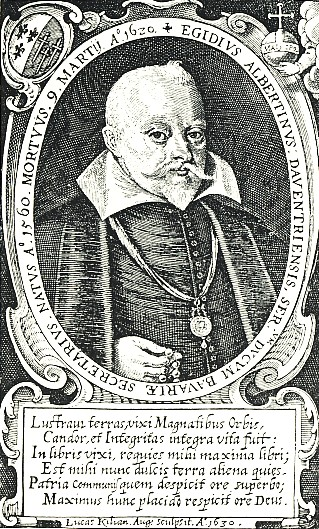
Aegidius Albertinus, Kupferstich 1630

Aegidius Albertinus (* 1560 in Deventer, Niederlande; † 9. März 1620 in München) war ein einflussreicher Schriftsteller und Übersetzer der Gegenreformation.

## Leben
Albertinus stammt aus den Niederlanden, jedoch ist weder das Datum seiner Geburt noch sein Werdegang dokumentiert. Lediglich die umfassenden Sprachkenntnisse dieses Mannes, der 1593 mit dreiunddreißig Jahren als gemachter Mann aus Spanien am Münchner Hof eintrifft, lassen auf langjährige Studien im Ausland schließen. Schon 1597 darf er sich Hofratssekretär nennen, und ab 1601 übernimmt er auch das Amt des Hofbibliothekars Herzog Maximilians.

## Werk
Sein enormes Œuvre umfasst 52 Werke. Bei seinen hauptsächlich zwischen 1594 und 1618 erschienenen und sogar noch bis ins 18. Jahrhundert wieder aufgelegten Schriften handelt es sich überwiegend um Übersetzungen, Bearbeitungen oder Kompilationen aus lateinischen, italienischen, französischen, vorwiegend aber spanischen Texten, darunter allein neun Werke von Antonio de Guevara. Sein urwüchsiger deutscher Stil erinnert eher an Autoren des vorherigen Jahrhunderts als an zeitgenössische Dichter. Er vertritt die Belange der katholischen Gegenreformation und befürwortet die Hexenverfolgungen. In seinen eher selbständigen Werken, darunter die literarische Hofkritik Lucifers Königreich und Seelengejäidt, kombiniert er Anekdoten und Kuriositäten aus Natur-, Welt- oder Heilsgeschichte zu allegorischen Aussagen oder greift auf die enzyklopädischen Ordnungen mittelalterlicher Summen und Specula zurück. Sein für die Entwicklung der deutschen Literatur bedeutendster Beitrag ist ohne jeden Zweifel die Übertragung des von Mateo Alemán verfassten Schelmenromans La vida del Pícaro Guzmán de Alfarache (1599). Die 1615 unter dem Titel Der Landstörtzer Gusman von Alfarche erschienene Übersetzung beeinflusste nachweislich viele deutsche Barockdichter, darunter Abraham a Sancta Clara, Johann Beer, Grimmelshausen, Moscherosch, Christian Reuter und Daniel Speer. In seiner Übertragung des spanischen Schelmenromans äußerte sich Aegidius Albertinus auch zu den hygienischen Zuständen in den Spitälern seiner Zeit und beschrieb deren desolaten Zustand in treffend blumigen Worten.

## Werke (Auswahl)
- Lucifers Königreich und Seelengejaidt : oder Narrenhatz : in 8 Theil abgetheilt. - Augspurg : N. Hainrich / Aperger, 1617. Digitalisierte Ausgabe der Universitäts- und Landesbibliothek Düsseldorf
- Christi Königreich und Seelengejaidt, hrsg. Rainulf A. Stelzmann. Bern 1983
- De Conviviis...Von Gastereyen, hrsg. Herbert Walz. Bern 1983
- Hirnschleiffer, hrsg. Lawrence Stilo Larsen. Stuttgart 1977
- Institutiones vitae aulicae oder Hofschul, hrsg. Erika Alma Metzger. Bern 1978
- Der Landstörtzer Gusman von Alfarche, Henricus, München 1615 (Digitalisat und Volltext im Deutschen Textarchiv); hrsg. Jürgen Mayer. Hildesheim 1975
- Lucifers Königreich und Seelengejaidt, hrsg. Rochus von Liliencron. Berlin 1884
- Verachtung des Hoflebens und Lob des Landlebens, hrsg. Christoph Schweitzer. Bern 1987
- Der Welt Thurnierplatz. Leipzig 1975
- Der Welt Tummel- und Schaw-Platz…. Krüger, Augsburg u. a. 1612 und öfter (Übersetzung des Reductorium morale des Petrus Berchorius)